# Laban

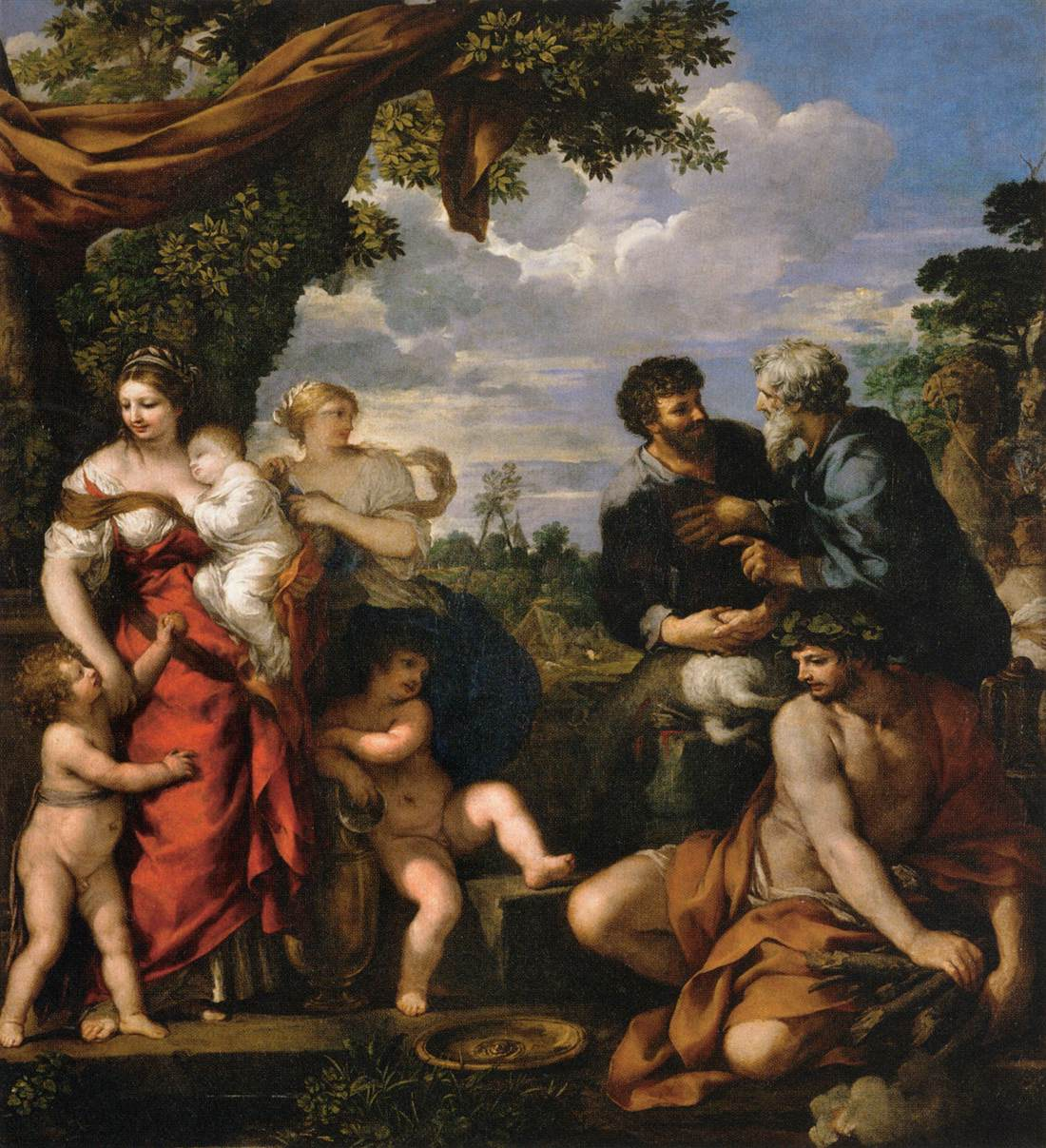
Pietro da Cortona, Przymierze Jakuba z Labanem

Laban (hebr. לָבָן „Biały”) – postać biblijna ze Starego Testamentu. Syn Betuela i brat Rebeki, ojciec Lei oraz Racheli, wuj i teść Jakuba.
Mieszkał w Paddan-Aram (Rdz 28,5), Biblia określa go mianem Aramejczyka (Rdz 25,20). Po raz pierwszy pojawia się w scenie zaślubin Rebeki z Izaakiem (Rdz 24,29–60). Przywitał przybysza i ugościł go, a następnie zgodził się na zaaranżowanie małżeństwa swojej siostry.
Gdy Jakub uciekł z domu po skradnięciu ojcowskiego błogosławieństwa, za radą matki udał się do swojego wuja Labana. Ten przyjął siostrzeńca do swojego domostwa. W zamian za siedmioletnią służbę zgodził się oddać Jakubowi za żonę swoją córkę Rachelę, w noc poślubną oszukał go jednak i wysłał mu Leę. Oburzonemu zięciowi odparł, iż zwyczaj nakazuje wydać za mąż najpierw starszą córkę i dopiero po kolejnych 7 latach służby oddał mu jako drugą żonę Rachelę (Rdz 29). Kiedy po upływie ustalonego okresu Jakub zapragnął wrócić do ojczyzny, Laban próbował różnymi sposobami zatrzymać go u siebie. Ostatecznie zgodził się na zaproponowany przez zięcia układ: Labanowi miały przypaść spośród stad zwierzęta białe i czarne, zaś Jakubowi płowe i cętkowane. Choć pozornie Laban wyszedł na tym podziale lepiej, Jakub dzięki zmyślnej krzyżowce tak pomnożył swoje stada, iż stały się bardziej liczne od Labanowych (Rdz 30,25–43). 
Po tym, jak synowie Labana zaczęli szemrać przeciw Jakubowi, ten za radą Boga zabrał żony z dziećmi i uciekł od Labana (Rdz 31,1–18). Przed ucieczką Rachela ukradła ojcu czczone przez niego terafim – posążki bóstw domowych (Rdz 31,19). Gdy Laban po trzech dniach dowiedział się o ucieczce zięcia, ruszył za nim w pościg, doganiając go na wyżynie Gilead (Rdz 31,22–24). Po wyrzutach zrobionych Jakubowi zażądał oddania terafim, Rachela jednak ukryła je pod swoim siodłem i mimo przeszukania całego obozu Laban nie odnalazł zguby (Rdz 31,25–35). Ostatecznie zawarł przymierze z zięciem i powrócił do swojego kraju. Na jego pamiątkę ustawiono stelę i usypano kopiec kamieni, któremu Laban nadał nazwę Jegar Sahaduta, zaś Jakub – Galed (Rdz 31,43–53).
Według midrasza Sefer ha-Jaszar Laban miał żonę imieniem Adina, a jego synowie nosili imiona Beor, Alub i Murasz.